# Phà Bình Khánh
Phà Bình Khánh là một tuyến phà hoạt động trên sông Soài Rạp, kết nối giao thông giữa huyện Nhà Bè với huyện Cần Giờ, Thành phố Hồ Chí Minh, Việt Nam.
Đầu bắc của phà nằm ở cuối đường Huỳnh Tấn Phát, xã Phú Xuân, huyện Nhà Bè. Đầu nam của phà nằm ở đầu đường Rừng Sác, xã Bình Khánh, huyện Cần Giờ. Phà bắt đầu hoạt động từ 5 giờ hàng ngày, cứ bình quân 15 phút là có một chuyến xuất phát. Từ 20 giờ đến 5 giờ ngày hôm sau, thời gian giãn cách là 30 đến 45 phút một chuyến..
Phà Bình Khánh thường xuyên bị kẹt xe ở hai đầu bến, thường phải tăng tuyến nhất là vào các dịp nghỉ lễ. Để giải quyết tình trạng này cũng như nhằm thúc đẩy tăng trưởng kinh tế huyện Cần Giờ, vào tháng 8 năm 2016, Thủ tướng Chính phủ Việt Nam đã đồng ý đề xuất xây dựng cầu Cần Giờ để thay thế cho phà Bình Khánh. Dự kiến cầu sẽ dài 3,4 km, có tổng mức đầu tư dự tính là 5.300 tỉ đồng và được thiết kế để mang tính biểu tượng.